# وزارت نفت (کویت)
وزارت نفت (انگلیسی: Ministry of Oil) یکی از سازمان‌های دولتی کویت است که جزئی از کابینهٔ این کشور محسوب می‌شود. وزیر فعلی این وزارتخانه طارق سلیمان الرومی است.
تولید و صادرات نفت در کویت تا سال ۱۹۶۲ از جمله مسئولیت‌های وزارت دارایی کویت بود، تا اینکه این وزارتخانه تحت عنوان وزارت دارایی و نفت سازماندهی مجدد شد. سپس این نهاد به وزارت دارایی و اقتصاد تغییر نام داد و تا آوریل ۱۹۷۵ که وزارت نفت تأسیس شد، به سیاست‌های مربوط به نفت رسیدگی می‌کرد. این وزارتخانه به همراه دو نهاد عمومی بزرگ دیگر، یعنی شورای عالی نفت و مؤسسه نفت کویت، برای حفاظت از منابع طبیعی کشور تأسیس شد. دفتر مرکزی این وزارتخانه در شهر کویت قرار دارد.
در سال ۱۹۸۶، این وزارتخانه از وزارت دارایی جدا شد. در همان زمان، در ۱۲ آگوست ۱۹۸۶، مأموریت این وزارتخانه اصلاح شد و شامل موارد زیر گردید: حفاظت، بهره‌برداری و توسعه منابع نفتی، و افزایش سهم نفت در درآمد ملی و تأمین ایمنی کارگران، محیط زیست و سازه‌ها. این وزارتخانه در سال ۲۰۰۳ به عنوان بخشی از وزارت انرژی سازماندهی مجدد شد. پس از این سازماندهی مجدد، سیاست‌های انرژی کشور تحت نظارت این وزارتخانه قرار دارد. مؤسسه نفت کویت نهاد اصلی دولتی است که توسط این وزارتخانه اداره می‌شود.
وزیر نفت مشاور ارشد امیر کویت است. وزیر نفت همچنین عضو شورای عالی نفت است. از سال ۱۹۷۸ تا ژوئن ۱۹۹۰، علی الخلیفه العذبی الصباح وزیر نفت بود. سعود ناصر الصباح بین سال‌های ۱۹۹۸ تا ۲۰۰۰ در این سمت خدمت کرد.

## فهرست وزیران
|    | نام                              | تصویر | دوره تصدی      | دوره تصدی      |
| -- | -------------------------------- | ----- | -------------- | -------------- |
| ۱  | عبدالرحمان سالم العتیقی          |       | ۴ فوریه ۱۹۶۷   | ۹ فوریه ۱۹۷۵   |
| ۲  | عبدالمطلب عبدالحسین الکاظمی      |       | ۹ فوریه ۱۹۷۵   | ۱۶ فوریه ۱۹۷۸  |
| ۳  | الشیخ علی الخلیفه العذبی الصباح  |       | ۱۶ فوریه ۱۹۷۸  | ۲۰ ژوئن ۱۹۹۰   |
| ۴  | رشید سالم العمیری                |       | ۲۰ ژوئن ۱۹۹۰   | ۲۰ آوریل ۱۹۹۱  |
| ۵  | حمود عبدالله الرقبه              |       | ۲۰ آوریل ۱۹۹۱  | ۱۷ اکتبر ۱۹۹۲  |
| ۶  | علی احمد البغلی                  |       | ۱۷ اکتبر ۱۹۹۲  | ۱۵ اکتبر ۱۹۹۶  |
| ۷  | عیسی محمد المزیدی                |       | ۱۵ اکتبر ۱۹۹۶  | ۲۲ مارس ۱۹۹۸   |
| ۸  | الشیخ سعود الناصر الصباح         |       | ۲۲ مارس ۱۹۹۸   | ۱۴ فوریه ۲۰۰۱  |
| ۹  | عادل خالد الصبیح                 |       | ۱۴ فوریه ۲۰۰۱  | ۱۴ ژوئیه ۲۰۰۳  |
| ۱۰ | الشیخ علی جراح الصباح            |       | ۲۵ مارس ۲۰۰۷   | ۳۰ ژوئن ۲۰۰۷   |
| ۱۱ | بدر مشاری الحمیضی                |       | ۲۸ اکتبر ۲۰۰۷  | ۵ نوامبر ۲۰۰۷  |
| ۱۲ | محمد عبدالله العلیم              |       | ۲۸ مه ۲۰۰۸     | ۱۲ ژانویه ۲۰۰۹ |
| ۱۳ | الشیخ احمد عبدالله الاحمد الصباح |       | ۹ فوریه ۲۰۰۹   | ۸ مه ۲۰۱۱      |
| ۱۴ | محمد محسن البصیری                |       | ۸ مه ۲۰۱۱      | ۱۴ فوریه ۲۰۱۲  |
| ۱۵ | هانی عبدالعزیز حسین              |       | ۱۴ فوریه ۲۰۱۲  | ۲۷ مه ۲۰۱۳     |
| ۱۶ | مصطفی جاسم الشمالی               |       | ۴ اوت ۲۰۱۳     | ۶ ژانویه ۲۰۱۴  |
| ۱۷ | علی صالح العمیر                  |       | ۶ ژانویه ۲۰۱۴  | ۲۹ نوامبر ۲۰۱۵ |
| ۱۸ | عصام عبدالمحسن المرزوق           |       | ۱۰ دسامبر ۲۰۱۶ | ۱۱ دسامبر ۲۰۱۷ |
| ۱۹ | بخیت شبیب الرشیدی                |       | ۱۱ دسامبر ۲۰۱۷ | ۲۴ دسامبر ۲۰۱۸ |
| ۲۰ | خالد علی الفاضل                  |       | ۲۴ دسامبر ۲۰۱۸ | ۱۴ دسامبر ۲۰۲۰ |
| ۲۱ | محمد عبداللطیف الفارس            |       | ۱۴ دسامبر ۲۰۲۰ | ۱۶ اکتبر ۲۰۲۲  |
| ۲۲ | الدکتور بدر حامد الملا           |       | ۱۶ اکتبر ۲۰۲۲  | ۸ مه ۲۰۲۳      |
| ۲۲ | سعد حمد البراک                   |       | ۱۸ ژوئن ۲۰۲۳   | ۱۷ ژانویه ۲۰۲۴ |
| ۲۳ | عماد محمد العتیقی                |       | ۱۷ ژانویه ۲۰۲۴ | ۸ سپتامبر ۲۰۲۴ |
| ۲۴ | طارق سلیمان الرومی               |       | ۲۹ اکتبر ۲۰۲۴  | تاکنون         |